# Kaj (sjöfart)

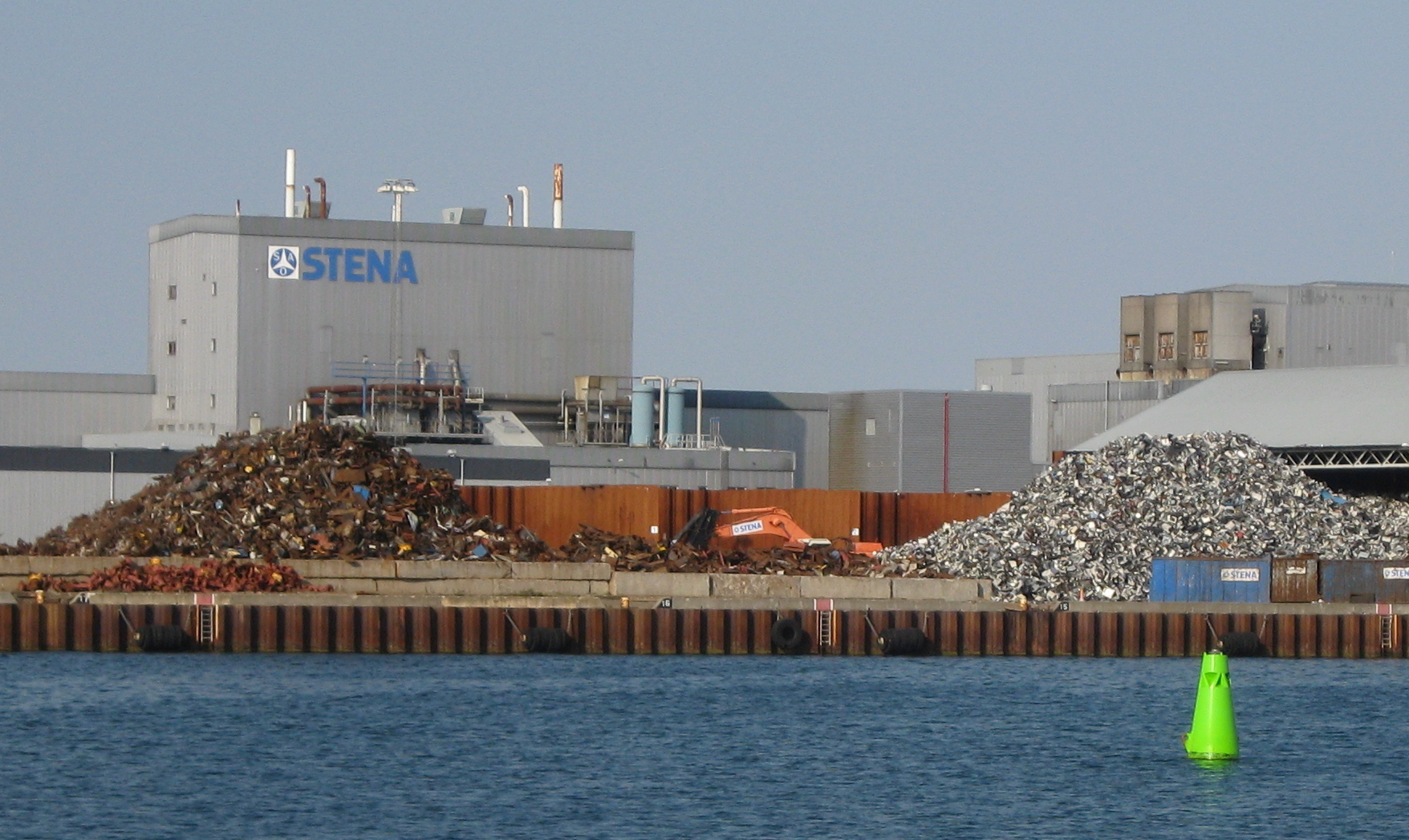
En spontkaj i Malmö

En kaj är en anlagd fast konstruktion i strandlinjen, där fartyg kan lägga till för lastning och lossning, eller för att släppa på eller av passagerare. Äldre kajer var vanligen pålade trädäck eller stenmurskajer. Idag är de flesta nya kajer antingen spontkajer eller påldäckskajer. Mindre kajer kan även utgöras av stödmurar av betong gjutna direkt mot berg. Vanligen är kajer en del av en hamnanläggning, men en kaj kan även vara en fast (dvs ej flytande) angöringsbrygga för passagerarbåtar.